# Maciej Orłoś

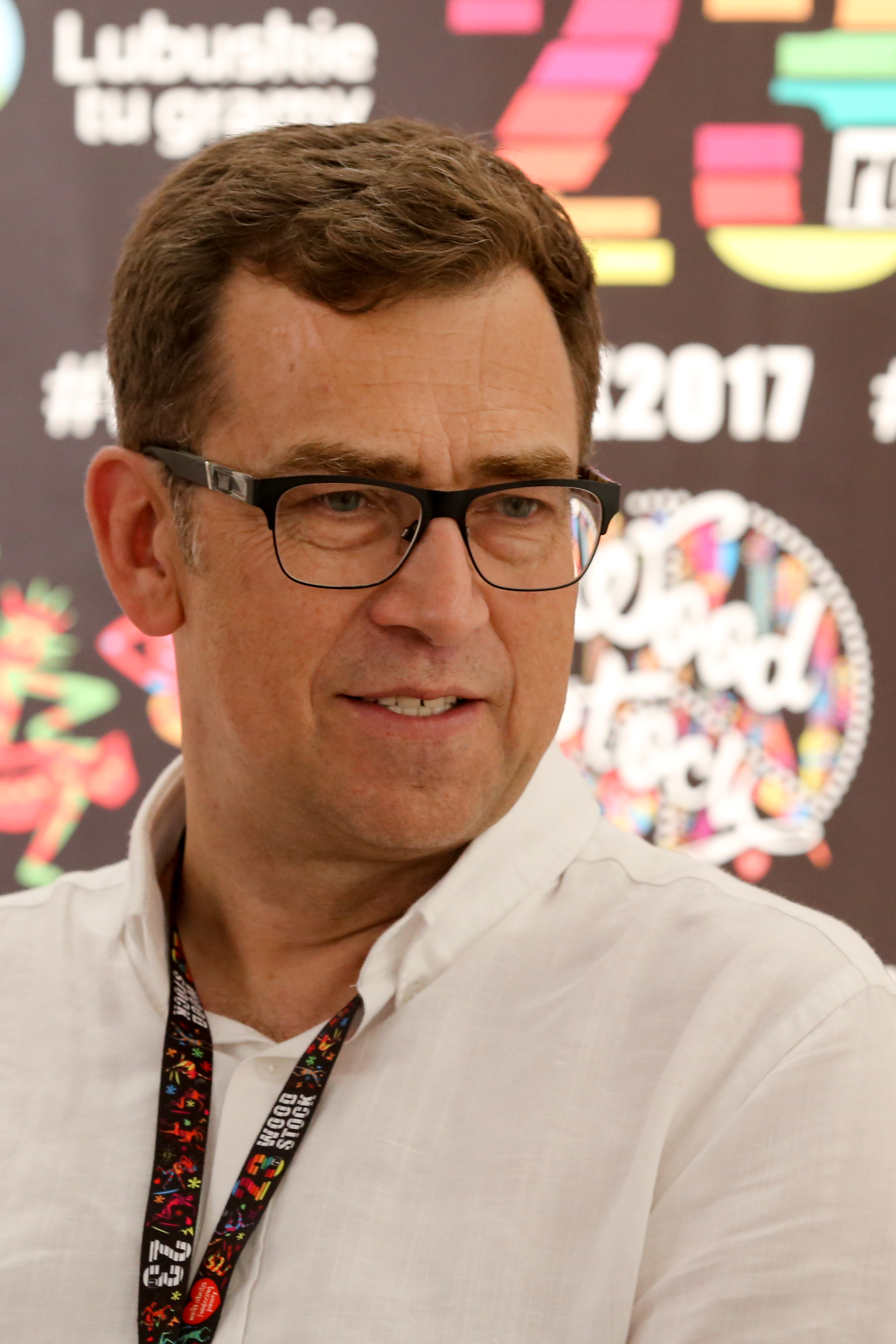
Maciej Orłoś (2017)

Maciej Orłoś (* 16. Juli 1960 in Warschau) ist ein polnischer Schauspieler.

## Leben
Orłoś studierte an der Aleksander-Zelwerowicz-Theaterakademie Warschau.
Er moderierte zeitweilig die Nachrichtensendung Teleexpress auf TVP Info.
1989 wurde er für eine Auszeichnung beim Moscow International Film Festival nominiert.
In den Jahren 2001 und 2003–2007 reichte er die polnische Punktzahl bei Eurovision ein.
Im Jahr 2008 erhielt er eine Auszeichnung von der polnischen Regierung.
Er hat vier Kinder.

## Filmografie (Auswahl)
- 1993: Schindlers Liste
- 2000: Klan